# 미래에셋박현주재단
미래에셋박현주재단은 2000년 설립된 사회복지법인이다.

## 개요
- 성격: 사회복지법인
- 설립: 2000년 3월 28일
- 설립자: 박현주
- 이사장: 장용성
- 이사회: 이사 7인, 감사 2인 구성
- 슬로건: 미래에셋은 젊은이의 희망이 되겠습니다.
- 주요사업: 장학, 사회복지, 나눔문화

## 주요연혁
박현주 미래에셋 창업자 겸 GSO는 미래에셋을 창업한지 3년만인 2000년 3월, 회사 자본금이 300억원이었던 시절 사재 75억원을 출연하여 미래에셋박현주재단을 설립했다.
박현주 GSO는 "배당금 전액을 이 땅의 젊은이들을 위해 사용하겠다."라는 약속과 함께 2010년부터 매년 미래에셋에서 받은 배당금을 재단에 기부해오고 있다
- 2000년 미래에셋박현주재단 설립(초대 이사장 변형윤), 국내 장학생 선발
- 2003년 공부방 희망도서 지원
- 2007년 해외교환 장학생 선발, 글로벌 문화체험단 실시
- 2008년 기부캠페인'사랑합니다' 시행
- 2009년 국내 및 해외교환 장학생 선발 확대, 아동복지부분 서울시장상 수상
- 2011년 기부캠페인 '미래에셋 1% 희망나눔' 시행, 희망의 공부방 새단장 및 청소년 희망보드 프로젝트 실시
- 2012년 제2대 이사장 이기수 취임, 미래에셋 매칭그랜트 제도 시행
- 2013년 희망듬뿍 도서지원 실시
- 2014년 성실공익법인 지정, 청소년 금융진로교육 실시, 미래에셋 인재육성 프로그램 10만명 돌파
- 2016년 희망듬뿍 독서교육 워크숍 및 청소년 비전프로젝트 실시
- 2018년 제3대 이사장 정운찬 취임, 미래에셋 장학생 8,000명 돌파, 보건복지부장관상 지역아동센터 지원부문 수상
- 2020년 미래에셋박현주재단 20주년
- 2021년 미래에셋 인재육성 프로그램 참가인원 35만명 돌파
- 2022년 제4대 이사장 장용성 취임
- 2023년 미래에셋 인재육성 프로그램 참가인원 40만명 돌파
- 2024년 미래에셋 인재육성 프로그램 참가인원 47만명 돌파

※미래에셋은 미래에셋박현주재단을 중심으로 계열사간 유기적인 협력을 통해 체계적이고 다양한 인재육성 프로그램을 운영하고 있다.

## 주요사업
미래에셋박현주재단은 ‘미래에셋은 젊은이의 희망이 되겠습니다’라는 슬로건 아래, 장학, 사회복지, 나눔문화를 중심으로 다양한 사회공헌사업을 전개하고 있다.(기준: 2025년 6월 말)
해외교환 장학사업
미래에셋 해외교환 장학사업으로 연간 500여명에게 교환학생을 위한 학업 장려금을 지원한다. 이 사업은 젊은 인재들이 폭넓은 지식과 문화를 경험하며 성장할 수 있도록 돕기 위해 2007년 시작되었으며, 현재까지 50개국 7,687명의 장학생이 혜택을 받았다. 장학생은 모교에서 교환학생 자격을 취득한 4년제 대학 학부생으로 재단이 정한 성적 및 경제적 여건 기준 등을 충족한 자가 대상이며, 3월과 9월 가을학기와 봄학기 파견을 위한 선발이 시작된다.
MEET-UP Project
미래에셋 해외교환 장학생들이 서로의 경험을 공유하며 성장할 수 있도록 장학생 네트워킹 프로그램인 'MEET-UP Project'를 운영하고 있다. 이 프로그램은 장학생들이 특강과 소통을 통해 폭넓은 지식과 인사이트를 나누며 글로벌 역량을 키울 수 있도록 돕기 위해 2023년 11월에 시작되었으며, 현재까지 약 280명의 장학생이 참여했다. 다양한 주제의 특강과 네트워킹 세션을 통해 최신 트렌드를 배우고, 서로의 비전과 아이디어를 공유하는 뜻깊은 시간을 제공한다.
글로벌 문화체험단
청소년들이 세계의 넓은 문화를 체험하며 성장할 수 있도록 3박 4일간의 중국 탐방 캠프를 운영한다. 캠프에서는 현지 생활 체험, 역사와 문화 이해, 첨단 기술 기업 견학 등 다양한 프로그램을 통해 청소년들이 견문을 넓히고 꿈과 비전을 키울 수 있는 기회를 제공한다. 2007년 시작된 이래 총 2,204명의 청소년이 참여했다.
희망나눔 공모사업
아동복지시설의 안정적인 운영을 돕기 위해 공모사업을 진행한다. 1차는 임대료, 공과금, 시설 개보수 등 운영비를, 2차는 기관이 기획한 문화체험 활동비를 지원하며, 연 2회 운영해왔다. 2022년 사업 시작 이후 175개 시설을 지원했으며, 2025년부터는 운영비 지원으로 사업 방향을 조정하여 지원한다.
청년 씨드온(Seed-on) 프로젝트
청년들이 사회에서 안정적으로 자립해나갈 수 있도록 실질적인 금융 역량과 자신감을 키워주는 '청년 씨드온 프로젝트'를 운영하고 있다. 참여 청년들은 1인당 400만원 상당의 ETF기반 시드머니를 지원하고, ETF 운용과정을 비롯해 금융교육, 경제상담, 네트워킹 모임을 제공한다. 2025년부터는 서울시와 위기 가족돌봄청년을 위한 금융자립 지원 MOU를 통해 자립준비청년에서 가족돌봄청년까지 확대하여 지원한다. 2021년 시작된 이래 현재까지 177명의 청년을 지원했다. 
청소년 비전프로젝트
청소년들이 변화하는 디지털 환경에 적응하고 창의적 사고력을 기를 수 있도록 디지털 기술과 창작 활동을 결합한 교육 프로그램을 운영해왔다. 디자인씽킹을 기반으로 코딩, 3D프린팅, 로봇 기술, 인공지능 등을 커리큘럼에 접목해 문제 해결을 위한 계획, 디자인, 제작, 실행의 전 과정을 아이들이 스스로 경험할 수 있도록 지원했다. 이를 통해 청소년들이 문제 해결 능력과 도전 정신을 키울 수 있도록 돕는 것을 목표로 했다. 2024년 사업 종료 시점까지 총 3,031명의 아동과 청소년이 청소년 비전프로젝트에 참여했다.
나만의 책꿈터
청소년들이 건강한 가치관을 형성하고 즐거운 독서 습관을 가질 수 있도록 개인별 맞춤형 도서와 독서공간을 지원하는 사업을 운영해왔다. 2003년 ‘공부방 희망도서 지원사업’으로 시작해 2013년 ‘희망듬뿍 도서지원’, 2021년 ‘나만의 책꿈터 지원사업’으로 발전하며, 아이들이 자신의 방에서 독서를 즐길 수 있는 환경을 조성해왔다. 2024년 사업 종료 시점까지 총 3,607명의 아이들에게 책꽂이, 맞춤형 도서, 독후활동 키트 등을 지원하며 독서의 즐거움과 함께 성장의 기회를 제공했다.
나눔문화
미래에셋박현주재단은 미래에셋 계열사와 임직원들의 유기적 협력을 통해 사업을 전개하고 있다.
미래에셋 임직원은 다양한 방식으로 기부에 참여하고 있으며, 각 계열사 또한 임직원이 재단에 기부한 금액과 동일한 금액을 재단으로 출연하여 힘을 보태고 있다.
- 미래에셋 1% 희망나눔 : 미래에셋 임원 참여 매월 급여 1% 정기기부 프로그램
- 기부운동 ‘사랑합니다’ : 미래에셋 직원 참여 정기기부 프로그램
- 일시기부 : 결혼, 출산, 승진 등 나만의 특별한 날 기념 기부, 자연재해 및 사회재난을 위한 긴급지원기부
- 매칭그랜트 :임직원 기부금만큼 회사가 동일한 금액을 매칭기부하는 제도
- 박현주(재단설립자 겸 미래에셋 GSO) 개인 배당금 전액기부: 2000년 사재 75억원을 출연하여 재단 설립 이후, 2010년부터 매년 배당금 전액을 대한민국 청년들을 위해 기부 보도자료

## 수상
- 2009년 서울시장상 아동복지부문 수상
- 2016년 제11회 경향금융교육대상 금융위원장상 수상
- 2018년 보건복지부장관상 지역아동센터 지원부문 수상
- 2019년 제10회 대한상공회의소 포브스 사회공헌대상 어린이∙청소년 복지부문 수상
- 2021년 건강한 기여문화 대상 수상
- 2025년 2025 포브스 사회공헌 대상 수상 청소년지원 및 학술교육부분

## 평가
한국가이드스타의 공익법인 투명성, 재무안정성 평가에서 2년 연속 만점을 받았다. (2023년, 2024년 결산 기준)
이사회 회의록, 예산서 공개하는 투명한 재단

## 같이 보기
- 박현주